# I Can Only Imagine (filme)
I Can Only Imagine (bra: Eu Só Posso Imaginar; prt: Só Eu Posso Imaginar) é um filme de drama cristão estadunidense de 2018, dirigido pelos irmãos Erwin.  Esta é a verdadeira história da banda de Bart Millard MercyMe e da canção "I Can Only Imagine" (1999).
No Brasil, o filme foi lançado em 2018 pela Paris Filmes com sessões promovidas junto ao Ministério de Direitos Humanos.

## Enredo
O filme conta a história de Bart Millard, um cantor do grupo música cristã contemporânea MercyMe, através de sua infância e sua jornada musical. Ele discute a difícil relação entre Bart e seu pai. Também aborda os momentos que antecederam a escrita da canção "I Can Only Imagine".
O filme começa com Bart Millard, na época com 10 anos de idade, que mora com sua mãe e seu pai abusivo, Arthur, no Texas. Um dia, sua mãe o leva a um acampamento cristão, onde ele conhece Shannon. Quando ele volta do acampamento, ele vê um caminhão de mudança levando as coisas da sua mãe. Ele fica furioso com seu pai, que nega que ela os abandonou por causa do seu comportamento temperamental e explosivo.
Anos mais tarde, no segundo grau, Bart e Shannon começam a namorar. Bart joga futebol para agradar o pai, mas um dia ele quebrou os dois calcanhares e teve que abandonar a carreira. Então, ele acaba entrando nas aulas de música, pois era onde ainda tinha algumas vagas. A diretora adorou sua voz e enxergou nele um grande potencial. Ele fez uma performance impressionante na produção da escola Oklahoma!. Nesta mesma noite, seu pai passou mal num restaurante e foi levado ao hospital, onde descobriu que tinha câncer, mas ele não contou ao filho.
Na manhã seguinte, ele discute com o pai, que por sua vez, quebra um prato na cabeça de Bart. Na igreja, Shannon viu sangue na sua cabeça e pressiona Bart a se abrir, mas ele termina o namoro e vai tentar a sorte em outra cidade.
Bart entra numa banda e convence o produtor musical cristão Scott Brickell a gerenciar a banda. Bart convida Shannon a fazer um tour com a banda, mas ela recusa. Em Nashville, Brickell apresenta Bart aos artistas renomados Amy Grant e Michael W. Smith, mas eles não conseguiram um contrato, pois não acharam a banda, agora com o nome MercyMe, tão boa. Bart ficou arrasado e resolveu voltar à sua cidade para resolver seus problemas pessoais.
Bart chega em sua casa de madrugada e na manhã seguinte fica surpreso ao ver que seu pai preparou um café-da-manhã pra ele. Arthur disse que se tornou cristão, mas Bart não acredita e não o perdoa. Bart tenta ir embora e acaba encontrando no carro do pai o diagnóstico de câncer terminal. Então, ele volta para o pai, que está quebrando seu jipe, furioso. Eles se reconciliam e se aproximam mais. Mas Arthur logo morre da doença.
Depois do enterro de Arthur, Bart entra na banda novamente e escreve a música “I Can Only Imagine” ( Só Posso Imaginar). Ele liga para Shannon e pede perdão por todas as vezes que ele a magoou. Brickell envia a fita demo para vários artistas, como Grant, que se comoveu bastante com a música e pede para gravá-la como sua música. Bart aceita, pois o que ele quer é que a música seja ouvida. No palco, Grant começa a música, mas não consegue continuar, então ela chama Bart para cantá-la, afinal, essa é a sua música. Ele foi muito aplaudido, inclusive por Shannon, que estava na plateia. Eles se reconciliam. A banda lança a música e atingem grande sucesso nas rádios cristãs e não cristãs.

## Elenco
- J. Michael Finley como Bart Millard
  - Brody Rose como Bart Millard, criança
- Dennis Quaid como Arthur Millard, pai de Bart
- Tanya Clarke como Adele
- Cloris Leachman como Meemaw, avó de Bart
- Madeline Carroll como Shannon, namorada de Bart
  - Taegen Burns como Shannon, criança
- Trace Adkins como Scott Brickell, o gerente da MercyMe
- Priscilla Shirer como Sra. Fincher, professora de Bart
- Nicole DuPort como Amy Grant
- Jake B. Miller como Michael W. Smith
- Mark Furze como Nathan

## Bilheteria
O filme arrecadou 85,7 milhões de dólares na bilheteria mundial com um orçamento de 7 milhões de dólares.

## Prêmios
Em 2018, o filme ganhou o Dove Award, na categoria Filme Inspirador do Ano.